# Peromyscus mekisturus
Peromyscus mekisturus és una espècie de mamífer rosegador de la família dels cricètids. És endèmic del sud-est de Puebla (Mèxic). Només se n'han trobat dos espècimens, l'últim dels quals fou observat a la dècada del 1950. Està amenaçat per la transformació del seu medi, originalment compost per matollars àrids, en camps de conreu. El seu nom específic, mekisturus, significa ‘cuallarg’ en llatí.